# 运动神经

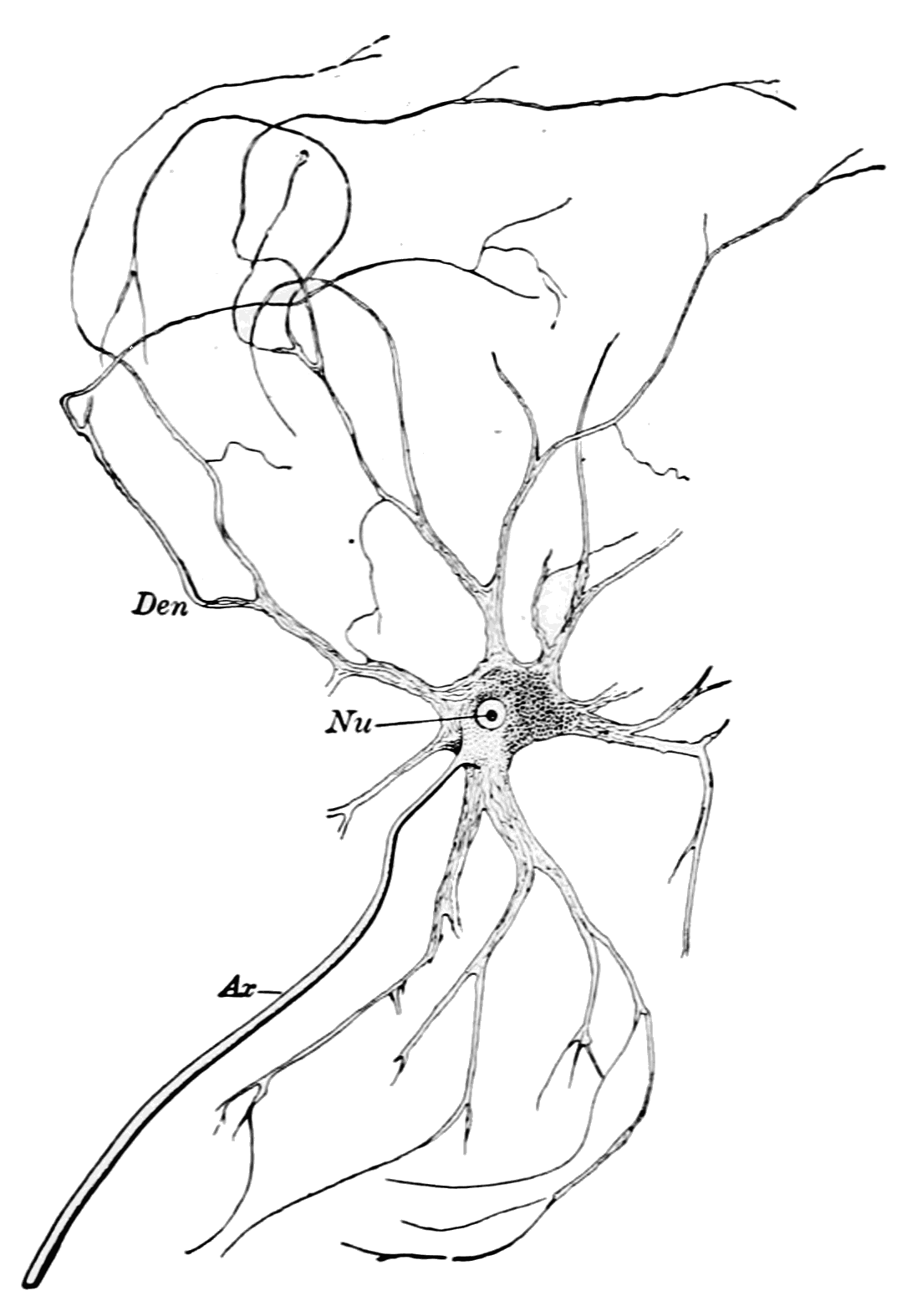
牛的运动神经

运动神经（英文：Motor nerve）是连接中枢神经系统与肌肉的一种神经，其一端大多位于脊髓中，负责从神经中枢向肌肉传递运动信号。 运动神经是传出神经的一种，也躯体神经系统的一部分，含有传出神经纤维，即运动神经元的长轴突。
运动神经与感觉神经不同，后者含有传入神经纤维，负责从身体感官向神经中枢传递感觉信号。 此外，还存在混合神经，即同时含有传入神经纤维和传出神经纤维。